# Barbus leonensis
Barbus leonensis е вид лъчеперка от семейство Шаранови (Cyprinidae). Видът не е застрашен от изчезване.

## Разпространение
Разпространен е в Бенин, Буркина Фасо, Гамбия, Гана, Гвинея, Камерун, Кот д'Ивоар, Либерия, Мали, Нигер, Нигерия, Сенегал, Сиера Леоне, Централноафриканска република, Чад и Южен Судан.

## Описание
На дължина достигат до 3,3 cm.